# José Alberto Costa
José Alberto Costa (31 d'octubre de 1953) és un futbolista portuguès. Va disputar 24 partits amb la selecció de Portugal.

## Estadístiques
| Selecció de Portugal | Selecció de Portugal | Selecció de Portugal |
| Anys                 | Partits              | Gols                 |
| -------------------- | -------------------- | -------------------- |
| 1978                 | 5                    | 1                    |
| 1979                 | 3                    | 0                    |
| 1980                 | 4                    | 0                    |
| 1981                 | 7                    | 0                    |
| 1982                 | 1                    | 0                    |
| 1983                 | 4                    | 0                    |
| Total                | 24                   | 1                    |